# Eurytyloides oharae
Eurytyloides oharae är en stekelart som beskrevs av Nakanishi 1978. Eurytyloides oharae ingår i släktet Eurytyloides och familjen brokparasitsteklar. Inga underarter finns listade i Catalogue of Life.